# Isla Tiga (Malasia)
Isla Tiga (en malayo: Pulau Tiga) es una de un grupo de pequeñas islas deshabitadas de Malasia en la bahía de Kimanis en la costa occidental del estado de Sabah. Las islas se formaron el 21 de septiembre de 1897, cuando un terremoto en Mindanao causó una erupción volcánica cerca de Borneo. La isla posee 607 hectáreas y tiene un par de volcanes de lodo activo en la parte más alta de la isla. Pulau Tiga es una de las tres islas que conforman El parque nacional Isla de Tiga. La sede del parque está en la isla, que comprende un complejo de oficinas y alojamiento para el personal del parque y los científicos visitantes.